# Harutaeographa rubida
Harutaeographa rubida là một loài bướm đêm trong họ Noctuidae.